# Fasola półksiężycowata

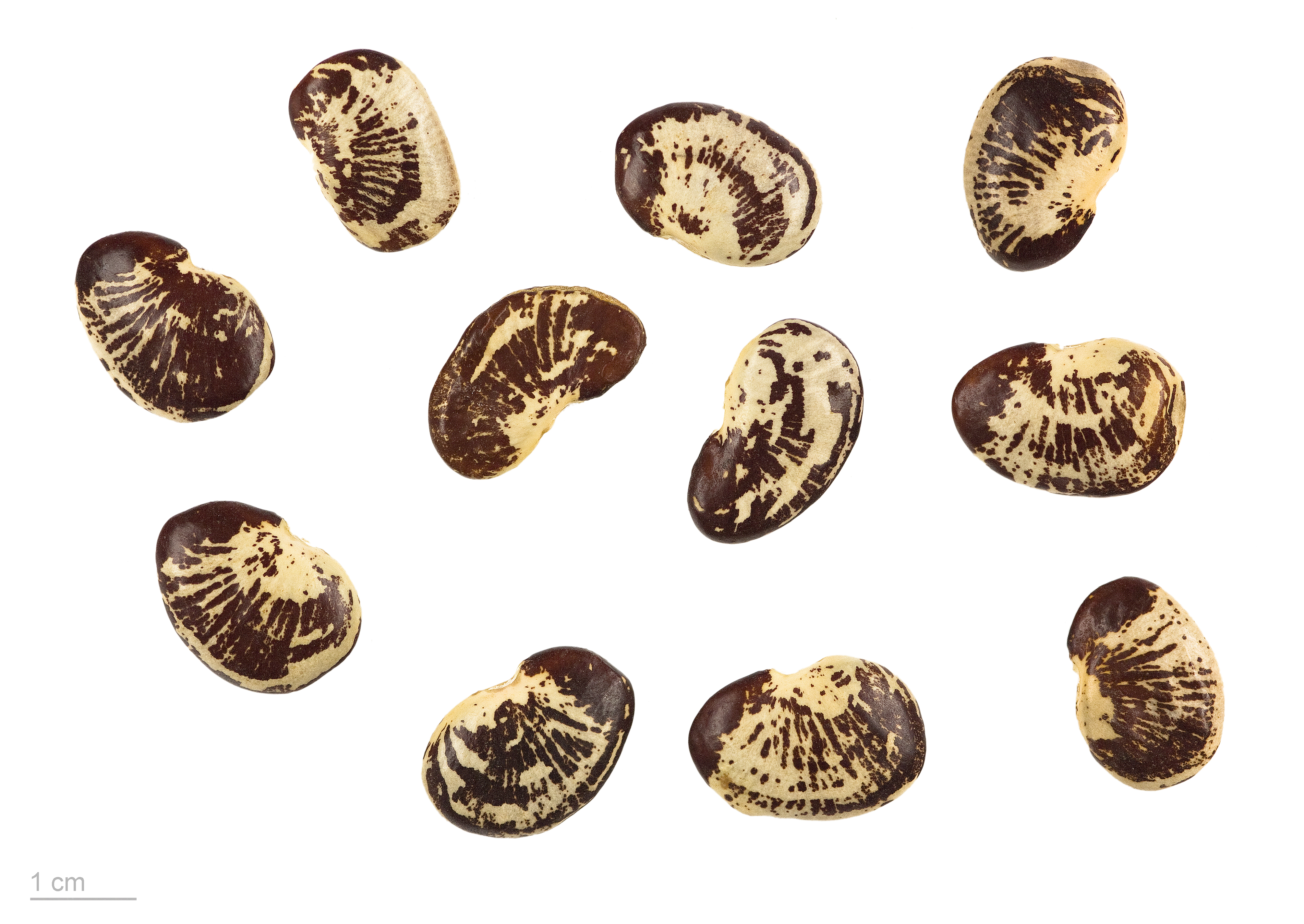
Owoce i nasiona

Fasola półksiężycowata, f. limeńska (Phaseolus lunatus) – gatunek rośliny jednorocznej z rodziny bobowatych. Występuje na terenach tropikalnych Ameryki Środkowej i Ameryki Południowej.

## Morfologia
LiścieDuże, trójlistkowe.
KwiatyKwiatostan o drobnych kwiatach typu motylkowego.
OwocStrąk z nasionami półksiężycowatymi w kolorze białym lub barwnym.

## Zastosowanie
Roślina uprawiana: jadalne są niedojrzałe strąki oraz dojrzałe nasiona, z których sporządza się przetwory. 

## Synonimy
Gatunek ten opisywany był pod wieloma nazwami:
- Phaseolus falcatus Benth. ex Hemsl.
- Phaseolus inamoenus L.
- Phaseolus limensis Macfad.
- Phaseolus lunatus var. lunatus
- Phaseolus lunatus var. macrocarpus (Moench) Benth.
- Phaseolus lunatus var. silvester Baudet
- Phaseolus macrocarpus Moench
- Phaseolus tunkinensis Lour.
- Phaseolus viridis Piper